# Erik Bergkvist
Erik Bergkvist (n. 1 mai 1965, Norsjö⁠(d), Comitatul Västerbotten, Suedia – d. 20 februarie 2024) a fost un om politic suedez din partea Partidul Social Democrat. În 2019, a fost votat în Parlamentul European. 
Bergqvist a murit pe 20 februarie 2024 după ce a suferit de cancer, la vârsta de 58 de ani.  